# 湮灭线
《湮灭线》是一款有Roguelike元素的横版动作游戏，由谦游坊团队开发。游戏在2023年2月4日到同年2月14日间开放demo试玩。

## 簡介
游戏中，玩家将扮演未來機器人世界中的戰鬥機器人“病毒”，為阻止世界末日預言，在地下基地中探索并发掘世界的秘密，進而揭露隱藏於陰謀後的真相。地下基地中有各种武器图纸与核心等收集要素，也充满被改造的机械人敌怪。玩家可以通过使用在击败敌人后获得的进化密钥来进化机甲，使用資源提升自己的能力並進行機械基因升級，使用击败BOSS获得的货币来改造地下基地。每次机甲被毁灭后会失去所有进化与核心，并从最初的关卡重新开始。此外，地图都是随机生成。

## 游玩方式
开发者称《湮灭线》是一款有Roguelike元素的横版卷轴滚动的动作游戏，具有Roguelike的随机生成地图、永久死亡机制，以及类银河战士恶魔城的角色成长等要素。玩家操作一台机甲，这台机甲因为病毒的控制而开始行动，因此玩家实际上扮演的是病毒的角色。游戏地图分为数个关卡，在探索过程中击败各种敌人，收集武器、核心、密钥矩阵来提升自己的战斗力。